# Hundert (Einheit)
Hundert war ein Zähl- und Stückmaß.
Man unterschied in Groß- und Kleinhundert. Der Wert dieses Maßes wich von der Menge 100 ab. Das Kleine Hundert war 100, das große Hundert war größer 100. So waren
- 1 Hundert Häute mit 5 Score à 20 Stück noch 100 Stück, das kleine Hundert, aber bei
- Stockfisch war 1 Hundert gleich 124 Stück, oder das große Hundert, und
- 1 Hundert Salz = 7 Last = 126 Barrels.[1]

Die Maßkette war
- 1 Großhundert = 20 Groß = 24 Kleinhundert = 48 Schock = 72 Zimmer = 96 Band = 144 Stiege = 192 Mandel = 240 Dutzend = 2880 Stück
- 1 Großhundert = 24 Kleinhundert = 48 Schock = 2880 Stück[3]
- 1 Hundert Felle = 104 Stück[4]

## Kleinhundert
- 1 Ring = 2 kleines Hundert = 4 Schock à 60 Stück[5]

## Großhundert
Das Großhundert hatte allgemein 120 Stück.
Es fand Anwendung im Holzhandel.
- 1 Hundert Bretter oder Dielen = 10 Zwölfer = 120 Stück
- 1 großes Hundert Klappholz (kleinere Fassdauben) = 12 Ring = 48 Schock = 240 Stück[7]
- 1 Sechzig Wagenschoß (ausgesuchte dünne Bretter aus Eichenholz) = 60 Hundert[8]

## Gewichtsmaß
Das Hundert war in Frankreich auch ein Gewichtsmaß für Salz aus dem Revier bei La Rochelle (Département Charente-Maritime) und Rochefort.
- 1 Hundert (Salz) = 28 Muid = 672 Boisseaux = 12 ½ Last (Hamburger)